# Tobias Brecklinghaus
Tobias Brecklinghaus (* 29. Dezember 1983 in Essen) ist ein deutscher Synchron- und Hörspielsprecher.

## Leben
Noch vor dem Abitur, das er 2003 machte, hatte Tobias Brecklinghaus eine dreijährige Sprach- und Gesangsausbildung an der Folkwang Universität der Künste in seiner Geburtsstadt abgeschlossen. Nach mehreren Praktika im kulturellen Bereich studierte er Germanistik und Anglistik an der Universität Duisburg-Essen.
Seit 2007 arbeitet Brecklinghaus freischaffend als Sprecher. Neben Tätigkeiten als Station-Voice für Hit Radio N1, 100,5 Das Hitradio, Super RTL und Radio Ton sowie in der Funk- und Fernsehwerbung arbeitet er auch umfangreich als Synchronsprecher, häufig in japanischen Produktionen des Anime-Genres. In der britischen Fernsehserie Doctor Who lieh er verschiedenen Darstellern seine Stimme, darunter Barack Obama. Weitere Serien waren unter anderem Troja – Untergang einer Stadt, Silk – Roben aus Seide oder True Justice. In der Netflix-Serie Fast & Furious Spy Racers wurde Dom (Vin Diesel) von Brecklinghaus synchronisiert. Des Weiteren synchronisierte er diverse Videospiel-Charaktere, u. a. den Hauptantagonisten Helis in Horizon Zero Dawn, die titelgebende Figur Knack im gleichnamigen Spiel sowie dessen Fortsetzung, den Waffenschmied Karax in Starcraft II. Seit God of War: Ascension leiht er der Hauptfigur Kratos seine Stimme und ist auch im Nachfolger von 2018 und God of War Ragnarök von 2022 in dieser Rolle zu hören.
Im Jahr 2023 übernahm Brecklinghaus die Rolle des Antagonisten im Hörspiel Wolfy von Kim Jens Witzenleiter.

## Hörspiele (Auswahl)
- 2024: Erik Albrodt: Murder Tales; Folge 2: Tod im All (Bob) – Regie: Christoph Piasecki (Contendo Media)
- 2024: Markus Duschek: Murder Tales; Folge 3: Herr und Mörder (Adrian Hoven) – Regie: Christoph Piasecki (Contendo Media)